# Altbürgermeister
Altbürgermeister ist eine durch den Stadtrat bzw. Gemeinderat verliehene Ehrenbezeichnung.
Der Ehrentitel „Altbürgermeister“ wird durch eine Satzung, die der Gemeinderat nach der jeweiligen Gemeindeordnung erlassen hat, verliehen. Mit dieser Ehrenbezeichnung können meist Personen ausgezeichnet werden, die eine außergewöhnlich lange Zeit das Amt des Bürgermeisters innehatten oder sich in ihrem Amt in besonderer Weise um die Stadt bzw. Gemeinde verdient gemacht haben.